# Ricardo Calanchini
Ricardo Ricardo Calanchini, (Santa Fe, 5 de octubre de 1955) es un artista plástico argentino. Su obra se expresa en el dibujo y la pintura. Inspirado por el surrealismo desde sus comienzos, su obra se focaliza en la soledad del ser y sus consecuencias. Desarrolló su estilo personal basado en el surrealismo y apoyado en el psicoanálisis.

## Biografía
Calanchini nació el 5 de octubre de 1955 en la Ciudad de Santa Fe.
En sus primeros años de vida, vivió junto a su familia en el barrio Candioti de esa ciudad, en las cercanías de la estación ferroviaria Manuel Belgrano (hoy constituida en un centro cultural de la ciudad dedicada a múltiples actividades artísticas) y del puerto de la ciudad.
El estrecho contacto con dichos lugares se verá, posteriormente, reflejado en su obra artística. 
La adolescencia lo induce a modificar paradigmas culturales inspirado en parámetros culturales (rock y el cine, fundamentalmente) europeos y estadounidenses y se identifica con el modo de crear artístico surrealista de Dalí, que a partir de ese momento será su mayor referente.
En ese periodo se traslada a Uruguay y permanece un breve pero intenso tiempo viviendo en una comunidad hippie.
En 1972 comienza sus estudios en la Escuela de Arte Juan Mantovani, formándose en la creación artística con maestros como Oscar Esteban Luna, Richard Pautasso, Cesar Lopez Claro, Ricardo Supisiche, César Fernández Navarro, entre otros.

## Comienzos
Luego de su participación en diversas muestras colectivas, realiza su primera muestra individual en el año 1981, en el Museo Sor Josefa Díaz y Clucellas de la Ciudad de Santa Fe, tomando esta fecha como el inicio de su carrera profesional. A partir de este momento, comienza a participar en salones provinciales y nacionales y muestras individuales y colectivas; obteniendo 32 premios a lo largo de su carrera. 
En 1987 forma el colectivo artístico “Arte 6”, junto a Armando Pomina, Cesar Costanzo, Abel Monasterolo, Jose Luis Roses y Hector Batalla. 
En 1990/91, y con su acercamiento al psicoanálisis, crea la serie sobre Sigmund Freud. La misma fue integrada por obras sobre papel en pequeños formatos (35cm x 50cm), de grafito y lápiz color. La obra generó una amplia repercusión en el público en general, especialmente en el ambiente psicoanalítico. 
En 1993, realiza la muestra Antiguas escrituras (óleo sobre papel) en la Casa de la Cultura. Esta obra es el resultado de un periodo de investigación, en la cual el artista intenta salir de la figuración para introducirse en lo abstracto y lo gestual. 
En 1994, en el Museo Provincial Rosa Galisteo de Rodríguez, es acreedor de una beca de perfeccionamiento otorgada por la provincia de Santa Fe, como premiación del conjunto de sus obras Los Suicidas (óleo sobre papel). Esta beca le otorgó la posibilidad de radicarse en la Ciudad de Buenos Aires y estudiar con afamados maestros.

## Muestra en el Puerto de Santa Fe yLos Sobrevivientes
En el año 1995, traslada su atelier al edificio del Molino Marconetti, en el puerto de Santa Fe. Este hecho representó un importante cambio en su discurso artístico, tanto en el campo visual, como en la paleta de colores. Se pueden observar los colores ocres, óxidos, marrones profundos. Ese Molino, de grandes dimensiones en el Puerto, emblemático en la ciudad de Santa Fe, se hallaba, en ese entonces, deshabitado y en desuso.
El 30 de mayo de 1996, organiza la muestra Retrospectiva, periodo 1981 – 1996, con 200 obras de su autoría, integrada por dibujos, pinturas y objetos. Esta muestra significó un hito cultural en la ciudad de Santa Fe: fue visitada por más de 10.000 personas y puso, por sí misma, el edificio emblemático que había dado vida al Puerto de Santa Fe.
En 1997, junto a la coreógrafa Belkys Sorbellini, organiza la muestra multimedia Los Sobrevivientes en la Estación ferroviaria Manuel Belgrano, la cual conjuga distintas expresiones artísticas, con la participación de más de 60 artistas. 
En ese mismo año realiza un viaje por países de Latinoamérica, con el firme objetivo de difundir su obra.

## Radicación en Estados Unidos
Durante el periodo 1998-2000, se radica en Carolina del Norte, Estados Unidos, realizando muestras en diferentes museos y galerías, y participando de diversas exposiciones colectivas. Realiza viajes y muestras por países como España, Francia, Holanda y Argentina. 
En 1998, es invitado a participar en la International Art Colony, Bald Head Island, Carolina del Norte, integrando el colectivo artístico No Boundaries, formado por artistas de diversos países del mundo. 
En 1999, realiza conferencias en escuelas de arte y una importante muestra en la Universidad de Carolina del Norte en Chapel Hill.
En 2000, se radica en Miami, instalando su atelier en el barrio de Wyndwood. En ese año realiza importantes muestras en la Galería Artropia y comienza a trabajar la serie Las Meninas, inspirado en la obra de Diego Velázquez.
En 2002 gana el concurso del Festival de la Hispanidad de Miami, realizado en conmemoración por los 30 años del Salón.
En 2003 junto con el artista chileno Matta y el fotógrafo colombiano Jaramillo, forma el grupo Tres países, tres propuestas, realizando muestras en diferentes puntos de Latinoamérica y brindando conferencias sobre el arte surrealista.
En ese mismo periodo realiza muestras internacionales, en lugares como la Crisolart Galleries en su sede de Barcelona (España), en Copenhague (Dinamarca) y en la Feria Internacional de Arte de Castilla y Len (ARCALE 2003, Salamanca).

## Regreso a la Argentina
En 2005, realiza una muestra en el Museo Sor Josefa Día y Clucellas, exhibiendo la producción realizada en Estados Unidos.
En ese mismo año, comienza a trabajar en el proyecto Arte para todos, el cual consistió en la intervención artística de los edificios emblemáticos de la ciudad.
En 2006, año en el cual se conmemoraron 25 años del inicio de su carrera profesional, realiza una muestra en el Espacio IMAGO de la Fundación Osde, donde presenta dibujos, pinturas, esculturas y objetos de gran formato. 
En 2007, junto al grupo Tres países, tres propuestas realiza muestra en Chile y Colombia.

## El Sueño
En 2008, comienza a trabajar en el guion para el mediometraje El Sueño, basado en la obra Ni si, ni no, sino todo lo contrario (óleo sobre telas, 4m x 2m), junto a la directora santafesina Silvia Cuffia. Luego de un arduo año de investigación, concretan, en el 2009, el film.
La película El Sueño se presentó inauguralmente en el Museo Sor Josefa Díaz y Clucellas, acompañado con una performance artística relacionada con la obra. Luego fue exhibida en distintas salas cinematográficas de la provincia.

## Actualidad
En 2010-12 visita y realiza muestras en distintas galerías de Europa y Brasil.
A fines 2012, realiza la muestra Transitando el vacío, en el museo Sor Josefa Díaz y Clucellas, constituida por oleos de gran formato.
Durante 2013, trabaja en el proyecto del libro Transitando el vacío, recopilando distintas series y 30 escritos, realizados por artistas, psicoanalistas, literatos, críticos y personas relacionadas con la cultura. 

## Muestras
A lo largo de su carrera efectuó más de cuatrocientas muestras, entre colectivas e individuales, entre las que se encuentran:
- Primera muestra individual en el Museo Sor Josefa Díaz y Clusellas, en la ciudad de Santa Fe, con veintidós dibujos grafitos-color (1981).
- Muestra en el dique 2 del Puerto de Santa Fe (mayo de 1996), donde más de 10 mil visitantes recorrieron su exposición en cuatro días.[8]
- Diversas exposiciones en Barcelona, Madrid y Paris (1998 y 1999).
- Muestra en la International Art Colony, Bald Head Island (Carolina del Norte), (1998).
- Muestra en la Universidad de Carolina del Norte en Chapel Hill (1999).
- Diversas exposiciones colectivas en Miami (2000) y muestra individual en Artopia.[9]
- Diversas muestras en Estados Unidos (2003) junto con el artista chileno Guillermo Matta y el fotógrafo colombiano Willie Jaramillo, con quienes forma el grupo Tres países, tres propuestas.
- Muestras con la Crisolart Galleries (mayo de 2003) en su sede de Barcelona (España), en Copenhague (Dinamarca) y en la Feria Internacional de Arte de Castilla y Len (ARCALE 2003, Salamanca).
- Muestra Los sueños, el tiempo y la realidad en el Museo de Arte Contemporáneo de la Universidad Nacional del Litoral.[10]
- Muestra en el Espacio de Arte Mazal (Ciudad de Buenos Aires, 2007).
- Muestra retrospectiva en Espacio de Arte Calanchini-Brieva (Santa Fe, diciembre de 2007).[11]
- Muestra Generando el deseo en el Espacio de Arte de la empresa Johnson Aceros (2009).
- Muestra en el Museo Sor Josefa Díaz y Clucellas (Santa Fe, 2011).
- Muestras en Brasil (2012).[12]